# دنيس دفريوإكس
دنيس دفريوإكس (بالإنجليزية: Dennis J. Devereux)‏ هو سياسي أمريكي، ولد في 1951. حزبياً، نشط في الحزب الجمهوري. وقد انتخب عضو مجلس نواب فيرمونت.